# ベロベロバー
『VERO②VA』（ベロベロバー）は、2008年3月31日から2015年9月26日までKBCラジオで放送されていた生ワイド番組。姉妹番組『ベロキュー』（VERO Q）についても、本項で紹介する。

## 概要
- 1999年10月の『ゴリソン』終了後、KBCラジオの平日22時台・23時台はニッポン放送の番組（『allnightnippon SUPER!』から『ヤンピース』まで）をネット受けで放送していた。2008年3月にニッポン放送からのネット受けを打ち切り、8年6か月ぶりに自社制作夜ワイド番組が復活することになった。
- 2010年10月より、ニッポン放送からのネット受け（『オールナイトニッポンGOLD』）を再開する為、土曜日の19:00〜22:55に移動となり、平日は24:05〜24:30に「ベロキュー」としての放送となった。
- 2015年9月26日の放送を以って7年半の歴史に幕を閉じた。「ベロキュー」も9月25日を以って終了した。

## 放送時間
放送時間はすべて日本標準時。

### 終了地点の放送時間
ベロベロバー
- 土曜日
  - ソフトバンク戦ナイター中継あり[1]の場合：試合終了（基本21:00から）〜22:55
  - ソフトバンク戦デーゲーム開催、およびナイター中継が雨天中止や基から試合がない日の場合、ナイターオフ編成[2]：19:00〜22:55[3][4]

1. ↑  2012年まではソフトバンク戦が中止の場合に予備カードを代替放送する場合も含まれたが、2013年からは土曜ナイターがソフトバンク戦のナイター実施日のみとなったため、予備カード補充はしなくなった
2. ↑  2012年まではソフトバンク戦と、予備放送カードを含めた全試合が中止となった場合も含む
3. ↑  この場合は21時までは「KBCホークスナイタースペシャル」の冠を付けて放送する（ナイター中継の協賛スポンサーもそのまま付く）。予めナイターが組まれていない日はもとより、放送予定の試合が全て雨天中止になった場合でも文化放送の「セットアップ SET UP!!」を差し替えて放送することもある
4. ↑  2012年度まではナイター中継が予め組まれて、かつ雨天中止となった場合は17:55-22:55の5時間枠で放送していた（この場合も21時までは「ホークスナイタースペシャル」扱い）が、2013年度から、この場合で放送するときは、基からソフトバンク戦の試合が予め組まれていない場合と同じ定時番組のパターン（15時からの番組「富田薫の洋楽天国」を19時まで放送する。この場合でもナイター・薄暮開始5分前から3時間後までは当番組を含めて、「ダイナミックホークス/ホークスナイタースペシャル」扱い）とすることになり、当番組はソフトバンク戦のナイターがない場合（デーゲーム開催となる日含む）は一律19時開始に統一された

ベロキュー
- 月曜日〜金曜日：24:05〜24:30（2010年10月4日〜）

### 過去の放送時間
ベロベロバー
- 月曜日〜金曜日：22:00〜23:55（2008年3月31日〜2010年10月1日）

ナイターシーズン期に限り、プロ野球中継「KBCホークスナイター」が放送時間以降に延長した場合、中継終了後「夜はこれから!ホークス派宣言」の後に放送する。
ベロキュー
- 2011年2月から2011年3月までの火曜日は、24:05〜25:00

## パーソナリティ

### 現在
- おりがみ（2014年4月〜）※ベロキューから異動
- 杉本ゆさ(LinQ)（2014年4月〜）

### 過去
パーソナリティ
- キョン（月曜日）（2008年4月〜2009年3月）
- ジョセフィーヌ（火曜日）（2008年4月〜2009年3月）
- sakura（水曜日）（2008年4月〜2010年3月31日）

※　番組は卒業したもののジングルはまだ一部使用されている
- CHIHARU（水曜日）（2010年4月7日〜2010年9月29日）
- MASAKI（木曜日）（2008年4月〜2009年3月）
- パラシュート部隊（金曜日）（2008年4月〜2010年9月）
- BLUE RIVER（2009年4月〜2014年3月29日）
  - 2009年4月から2010年9月までは、月曜日と火曜日を担当。

パートナー
- 佐々木舞（火曜日）（2008年4月〜9月）
- 生田裕佳（火曜日）（2008年4月〜9月）
- 井上のどか（木曜日）（2008年4月〜9月）
- 西本美恵子（月曜日）（2008年4月〜2009年3月）
- ねんど大介（木曜日）（2008年10月〜2009年3月）
- 夏目ナナ（第2火曜日のみ）（〜2009年5月）
2009年3月までは第2木曜日のみの出演だった。

### 過去の各曜日の呼称
月曜日
- キョンタマンデー!（2008年4月〜2009年3月）
- デカ・オモ・コワイイ（2009年4月〜2010年9月）

火曜日
- ジョセフィーヌと不（?）愉快チューズデー（2008年4月〜9月）
- ガンバルチューズデー（2008年10月〜2009年3月）
- ブルリバセブン!!（第2火曜日のみ）（〜2009年5月）
- デカ・オモ・コワイイ（2009年4月〜2010年9月）

水曜日
- さくら色のウェンズデー（2007年4月〜2010年3月31日）
- CHIHARU彩る水曜日（2010年4月7日〜2010年9月29日）

木曜日
- ファンキーモンキーサースデー（2008年4月〜2009年3月）
- あなたのハートに急降下（2009年4月〜2010年9月）

金曜日
- お笑いアゲ♂アゲ♂フライデー（2008年4月〜2009年3月）
- あなたのハートに急降下（2009年4月〜2010年9月）

## コーナー

### 現在放送中のコーナー
- ベロベロニュースJAPAN（2010年10月〜）
1週間以内に起こったニュースを紹介。
- ベロステーション（2011年10月〜）
前身は「ミュージッククリップ」、今話題の音楽を紹介するコーナー。
- リクエスト漫才
リスナーから寄せられた漫才のお題に沿って、BLUE RIVERが漫才をするコーナー。
- ツッコミ道場（2011年4月〜）
- VERO-1グランプリ（2008年4月〜）
概要は後述。
- トークテーマ（2011年10月〜）
リスナーから寄せられたテーマメッセージを紹介するコーナー。
- かまいたちのワールドスパイラル（2008年10月〜）（ラジオ大阪制作）
- エロ・ジョボビッチ（2011年10月〜）
ちょっとHな2つのシチュエーションのうち、どちらを選ぶかをリスナーに問うコーナー。
- ランキン55（2010年10月〜）
番組中、各ジャンルのランキングを紹介。紹介するランキングは主に、
  - 急上昇検索ワードランキング
  - 音楽ランキング
  - DVDセル・レンタルランキング
  - フリー

がある。
- KBC朝日新聞ニュース（19:50頃・21:50頃）
- KBC天気予報（19:55頃・21:55頃）

### 過去に放送したコーナー
全曜日共通
- おやすみ伝言板（2008年4月）
リスナーから寄せられた友人などに宛てたメッセージを紹介するコーナー。
- ハイスクール因数分解（2008年4月〜9月）
- 僕らコンビニマスター（2008年4月〜9月）
コンビニの最新商品などを紹介するコーナー。
- マンスリージャック（2008年4月〜9月）
月替わりにその月の推薦曲を流すコーナー。
- 現金な奴ら大集合!!（2008年10月〜2009年3月）
パーソナリティが3万円分（2008年12月の聴取率調査期間は10万円分）の100円玉が入っているタライから空のタライに数枚以上移す。23時の時報直後、リスナーと電話をつなぎ、空のタライに移した金額を見事的中すれば移した金額分賞金がもらえるコーナー。2008年6月の聴取率調査期間でも行われた。
- 先生の個人授業（2008年10月〜2009年3月）
  - 月曜日：地理　講師：西本美恵子
  - 火曜日：古典　講師：ジョセフィーヌ
  - 水曜日：美術　講師：sakura
  - 木曜日：英語　講師：MASAKI
- ベロベロ最前線（2008年10月〜2009年3月）
最近、話題になっているものを取り上げて紹介するコーナー。
- パラ部活（2008年4月〜2010年4月2日）
パラシュート部隊がエリア内の高校の部活にインタビューをするコーナー。
- ベロテレ（2008年4月〜）
23時の時報の直後（2009年3月までは番組のオープニング）、パーソナリティがリスナーと電話でトークをした後、揃ってタイトルコールを言うコーナー。
リスナーは翌日（金曜日の場合は翌週の月曜日）にこのコーナーに出る友人を紹介する。翌日、前日に紹介された友人が電話に出ることが出来たら、前日に紹介したリスナーは現金3000円をもらえる仕組みになっている。ただし、次に紹介されたリスナーが電話に出ることが無かったら、紹介したリスナーは3000円もらえる特典が消滅する。
2008年4月21日放送分より、23:50頃にもやるようになり、この場合はオープニングのベロテレで紹介した友人へ電話を繋ぐ。
2008年9月29日放送分より、ベロテレPart2が廃止。その代わり、リスナーが電話に出た時点で賞金3000円がもらえ、5人連続繋ぐことができたら5日間電話に出たリスナー5人全員に2000円もらえ、実質5000円もらえる仕組みになった。ただし、途中で途切れた場合はプラス2000円の特典は消滅する。
- ゲストコーナー
- 時報ベロ（2008年4月〜）
日替わりの時報ギャル（エリア内の女子高生）が11時の時報をするコーナー。
- 神出鬼没コーナー（不定期）
番組中どこかに出てくる芸能人によるフリートークのコーナー。トーク中に出てくるキーワードを1週間分繋げて、番組に送ったリスナーのうち1人に「iPod shuffle」をプレゼントする仕組みになっている。

月曜日
- キョンチャレ（2008年4月〜9月）
キョンがエリア内の学校へアポ無しでインタビューをするコーナー。
- 川柳学園575（2008年4月〜9月）
リスナーから寄せられたテーマ（主に学校関係）の川柳を紹介するコーナー。
- オープンキョンパス（2008年10月〜2009年3月）
エリア内の学校をキョンが訪問するコーナー。前身は「キョンチャレ」
- NEWS VERO（2008年4月〜2009年3月）
エリア内の学校で起こった出来事やリスナーから寄せられた情報をニュース形式で紹介するコーナー。
- 名探偵キョナン（2008年4月〜2009年3月）
西本がキョンとリスナーに対してIQクイズを出題するコーナー。リスナーから出題することもある。
- 赤面青面（2009年4月〜9月）
リスナーから寄せられた恥ずかしい話を紹介するコーナー。
- ブルリバとおしゃべりしましょ（2009年4月〜9月）
リスナーと電話をつないでトークをするコーナー。
- ケータイ変換選手権（2009年10月〜2010年3月）
リスナーから寄せられた、お題の文字を入力して、最初に出てきた3つの変換候補を紹介するコーナー。
- 解決！川原先生（2009年4月〜）
リスナーからの悩み相談を川原が解決するコーナー。2009年10月より、火曜日から月曜日に移動。
- 音効さんお願いします！（2010年4月〜）
前週に発表したミニドラマのラストにふさわしい1曲を選曲するコーナー。

火曜日
- 23時の鳥肌子（2008年4月〜9月）
佐々木自身が体験した怖い話やリスナーから寄せられた心霊体験を紹介するコーナー。
- 長浜ベロの湯（2008年4月〜9月）
ゲストコーナー。ゲストがいない場合はフリートークのコーナー。
- 夜の恋ばな（2008年4月〜9月）
リスナーからの恋愛相談のほかにリスナーと電話をつなぎ、恋愛トークをするコーナー。
- 長浜TueTue倶楽部（2008年4月〜）
最新のトレンド情報を紹介するコーナー。
- プロモーターさんいらっしゃい（2008年10月〜）
レコード会社のプロモーターを招いて、トークをするコーナー。
- ジョセフィーヌと宮島さん（2008年10月〜2009年3月）
フリートークのコーナー。
- 夜の診察室（2008年10月〜2009年3月）
リスナーから寄せられた相談等を解決するコーナー。
- 牛亭ハニーの学食バンザイ（2008年7月〜2009年3月）
エリア内の高校の学食を紹介するコーナー。
- 勝ち抜きベロイダー！（2009年4月〜）
電話で出演した2人のリスナーが様々なゲームで対決するコーナー。ゲームは3回行い、勝ち数が多かったリスナーは翌週、新たなリスナーと3番勝負を行う。また、1勝するごとに2000円が貰え、5週連続勝ち抜くことが出来たリスナーは50000円がプレゼントされるようになっている。
- ちょびエロ（2009年4月〜）
概要は「VERO-1グランプリ」の項に記述。2009年10月より、VERO-1グランプリから独立。

水曜日
- ビジュCHAO☆（2008年4月〜2009年3月）
sakuraおすすめのビジュアル系バンドを紹介するコーナー。コーナー自体は無くなったが、現在でもビジュアル系バンドをゲストとして迎えることがある。
- ベロシティ（2009年4月〜2010年3月）
エリア内の最新トレンドを紹介するコーナー。
- インディーズPUSH（2008年4月〜）
エリア内に活躍するインディーズバンドをゲストに迎えてトークをするコーナー。
- ナンタメ（2010年4月14日〜）
「何か為になるコーナー」の略。今時の高校生が気になっていることや物についてインタビューするコーナー。

木曜日
- ベロバト（2008年4月〜9月）
あるテーマ関する2通りの意見のうち、1つの意見をパーソナリティやリスナーからの投稿で議論するコーナー。
- ねんど大介のタンタンメン（2008年10月）
ねんどによる中国語講座のコーナー。
- 発掘!あるある大芸人（2008年11月〜2009年3月）
若手芸人と電話を繋ぎ、ネタを披露するコーナー。
- 男クラ（2008年10月〜2009年3月）
リスナーから寄せられた、ちょっとHな体験談を紹介するコーナー。過去には、女性リスナーと電話を繋ぎ、心理テストをしたり、女性にモテる方法を考えるコーナーだった。
- MASAKI'S RECORDS（2008年10月〜2009年3月）
MASAKIが選ぶ、あるシチュエーションに合う曲をかけるコーナー。
- パラ研（2009年4月〜9月）
斉藤と矢野がそれぞれ調べた自由研究を発表するコーナー。リスナーはどちらの研究が面白かったかを投票する。
- 長浜からバカヤロー！（2009年3月〜9月）
リスナーから寄せられた、日頃の不満メッセージを紹介するコーナー。
- ベロ界イチ受けたい授業（2009年10月〜）
- 俺たちの恋愛活動（2009年4月〜）
概要は「VERO-1グランプリ」の項に記述。2009年10月より、VERO-1グランプリから独立。

金曜日
- あなたの知らない都市伝説（2008年4月）
リスナーから寄せられた都市伝説を紹介するコーナー。しかし、リスナーからの情報が少なく、短命に終わった。
- 今日のウツノミヤ（2008年4月〜9月）
街角で敢行したアンケートの結果を発表するコーナー。2008年7月からは番組ホームページや番組のコーナー紹介でテーマを挙げ、リスナーから寄せられたメッセージを紹介するコーナーになった。
- この指とまれ!（2008年10月〜12月）
エリア内の学校を取り上げ、リスナーから寄せられたその学校のイメージを紹介するコーナー。
- ベストを探せ（2008年10月〜12月）
番組の冒頭で発表されたテーマに関するベストな位置をリスナーからのメッセージにより決めるコーナー。
- ムチャぶり（2008年10月〜）
フリートークのコーナー。
- 落下傘新聞社（2009年1月〜4月）
パラシュート部隊が「犯罪以外で新聞に載せるにはどうしたらいいか」という方法をリスナーの投稿により、企画を実行するコーナー。
行われた企画は、福岡大学の後期試験の合格発表で受験生を胴上げしたり、斉藤が宮地嶽神社の開運一番駆けに挑戦したものの体調不良のせいか最下位に終わり、参加した小学生数10人から総ツッコミを受ける羽目となった。
- 週末ベロ占い（2009年1月〜）
血液型占いのコーナー。
- ペペチャンネル（2009年4月〜）
週末のイベントなどを紹介するコーナー。
- 秘密結社ボケボケ団（2009年11月〜）
リスナーから寄せられた大喜利のお題に対し、斉藤と若手芸人から成る「ボケボケ団」が、そのお題に対する答えを言うコーナー。
- HR（ホームルーム）（2009年4月〜）
リスナーから寄せられた、今日のテーマに基づいたメッセージを紹介するコーナー。

土曜日
- 8時だョ!インハメ集合（2010年10月〜2011年3月）
課題曲のイントロ部分にリスナーがコメントを入れて曲紹介をするコーナー。
- おっきーのラジドラ学園（番組自体は2018年3月まで継続）
- 遠山の川ちゃん（2010年10月〜2011年3月）
あらゆる事象に白黒はっきり付けさせるコーナー。
- 篠田麻里子と愉快な仲間たち（毎週火曜日24時45分に独立後、2013年3月26日に終了）
- ブルリバ学園（2009年4月〜2011年3月）
BLUE RIVERがエリア内の学校を訪れ、インタビューをするコーナー。
2010年9月までは月曜日から金曜日まで週代わりに学校を紹介していたが、2010年10月からは1ヶ月かけて紹介。
- 一言いいたい（2011年4月〜2011年9月）
リスナーから寄せられた日常に起こった出来事で「一言いいたいこと」を紹介するコーナー。
- 川スポ（2011年4月〜2011年9月）
スポーツニュースのコーナー。
- 8時だョ!（2011年4月〜2011年9月）
リスナーから寄せられた当日のテーマに沿ったメッセージを紹介するコーナー。
- ミュージッククリップ（2011年4月〜2011年9月）
今週話題になった曲を紹介するコーナー。
- 18禁（2010年10月〜2011年9月）
2010年9月まで、火曜日に放送された「ちょびエロ」とほぼ同じ内容。
何気なくエロく聞こえる一言などを紹介し、1〜18禁までの点数を付けていくコーナー。

### 特別企画
- 夏だ!納涼!肝試し大会!（2008年8月5日）
- 年またぎ オールナイトVERO
  - 大晦日 23:30〜元旦 5:00（2008年）
  - 大晦日 23:00〜元旦 5:00（2009年〜）
- ベロバカ王決定戦（2009年3月20日）
- ベロベロバー1周年記念企画オリジナルベロドラマ「ベロベロ湯けむり殺人事件」（2009年3月30日 24:30〜25:00）
- シャッフルウィーク（2009年9月21日〜25日）
- ベロベロバー文化祭（2009年11月23日　都久志会館）
- 『ヘイジツ』スペシャルライブ（2010年3月25日　MI JAPAN福岡校)
- ベロベロバー文化祭（2010年5月30日　KBC第1スタジオ）

## VERO-1グランプリ
- リスナーから寄せられたネタを紹介するコーナー。
- 2009年3月までは毎週金曜日のコーナーだったが、2009年4月から2010年9月までは月曜日から金曜日までやるようになった。

2008年4月〜2008年9月
- ネタのジャンルが毎週変わっていた。ネタの種類は主に
  - こんな○○は嫌だ！
  - ○○は、何の略？
  - 替え歌
  - 漫画のセリフ
  - ピンク川柳

などとあった。
2008年10月〜2009年3月
- ネタのジャンルが週ごとに固定されるようになった。
  - 第1金曜日：あいうえお作文
  - 第2金曜日：替え歌
お題の曲の続きの替え歌詞を紹介。
  - 第3金曜日：漫画・アニメの名場面
お題の漫画やアニメの登場人物のセリフに対する返事を紹介。
  - 第4金曜日：ピンク川柳
お題に基づいた、少しHな川柳を紹介。

2009年4月〜2009年9月
- 月曜日：替え歌
- 火曜日：ちょびエロ
リスナーが体験した少しHな話を紹介。
- 水曜日：嘘はやめてください！
sakuraがお題を出した後に「嘘はやめてください！」とリスナーに釘を刺すのが恒例。もちろんリスナーはそのお題に関したボケ回答を送らなければならない。あいうえお作文のコーナー。
- 木曜日：俺たちの恋愛活動（2009年6月〜）
リスナーから寄せられた恋愛エピソードを紹介するコーナー。
メッセージのジャンルは
「彼氏・彼女自慢」
「おのろけ話」
「告白体験談」
「恋愛相談」
「気になる異性の仕草やセリフ」
の5種類。
  - 俺たちのハニカミプラン（2009年4月〜2009年6月）
リスナーから寄せられた「気になる異性の仕草やセリフ」を紹介。
- 金曜日：ノンジャンル

2009年10月〜2010年3月
- 月曜日：ありある
普通ならありえない状況だが、その状況ならではのありえる状況を紹介するコーナー。
- 火曜日：嘘はやめてください！
2009年10月より、水曜日から火曜日に移動。ただし、あいうえお作文形式のみのコーナーではなくなっている。
- 水曜日：替え歌
2009年10月より、月曜日から水曜日に移動。
- 木曜日：金言・格言コーナー
かつて、2009年8月に放送されていた期間限定のコーナー。リスナーが創作した、金言・格言を紹介するコーナー。
- 金曜日：ノンジャンル

2010年4月〜2010年9月
- 月曜日：ツイッター・シロー
こんな人が、こんなモノが「もしツイッターをしていたら？」何をつぶやくかを紹介するコーナー。
- 火曜日：ハロー、マイ・フレンド
松任谷由実の「Hello,my friend」に乗せて友達へのメッセージと言う形をとって面白いフレーズ、変な文章を作るコーナー。しかし、回を重ねるごとに友達へのメッセージと言う形が崩れ、一発ギャグ的なネタが多く紹介されるようになった。
- 水曜日：いだどなど〜！
5W1Hゲームのコーナー。
- 木曜日：金言・格言コーナー
- 金曜日：投稿クイズ　イッテU
前週に発表された答えになるように問題を作る。当然のことながらまともな問題はなく、ほとんどがボケ問題。出演　町田隼人　おりがみ　おほしんたろう

2010年10月〜
- 商品開発室
お題のあるモノが開発するとしたら、どんな効果や特徴があるのかを紹介するコーナー。

## ベロキュー（VERO Q）
ベロキューは、2010年10月4日から2015年9月25日まで放送されたベロベロバーの姉妹番組。
放送時間は月曜〜金曜の24:05〜24:30。
2011年2月から2011年3月までの火曜日は「ドラゴン池見とパノラマジックのこれが男の勲章だー!」の終了に伴い、24:05から25:00までの放送だった。

### パーソナリティ
終了地点
- （月）髙木悠未(LinQ) （2014年3月31日 - ）
- （火）CHIHARU ※ベロベロバーから異動
- （水）平田たかこ （2014年4月2日 - ）
- （木）あーみんとゆかいな仲間たち(姫崎愛未(LinQ)・LinQメンバー) （2012年4月3日 - ）
- （金）香月亜耶乃 （2013年10月 - ）

### 過去のパーソナリティ
- おりがみ（2010年10月 - 2014年3月、月曜日）
- パラシュート部隊（2010年10月 - 2014年3月、水曜日）
- 月替わりパーソナリティ（金曜日）
  - 2012年

4月　酒匂美代子
5月　中島つぐまさ
6月　トリミライト　
7月　ライスカレー
8月　EE男・山口宇史　
9月　山本由紀　
10月　山口吉隆(2013年3月まで放送、2013年4月から毎週水曜24:30〜25:00「山口吉隆 ピリオドノムコウ」として独立)
  - 2013年

4月　jumicchi
5月　天月
6月　ビーグルクルー
7月
8月　ぽこた
9月　TRICK8f

### コーナー
終了地点のコーナー
- VEROQ学園（月曜日・水曜日・木曜日）
その日のパーソナリティが最新トレンドやちょっとした話題を紹介するコーナー。
- 喜怒哀楽劇場（火曜日）
リスナーによる喜んだこと、怒ったこと、哀しかったこと、楽しいことのメッセージを紹介するコーナー。

過去に放送したコーナー
- ドクター不幸 診療所（火曜日）
リスナーによる不幸自慢のコーナー。しかし、投稿数がかなり少なく、僅か1ヶ月余りで終了した。
- それが答えだ（金曜日）
お題の状況に遭遇したときの一言ネタを紹介するコーナー。

## KBCラジオ平日夜の生放送番組
- カプセルマガジン第1期（1982年〜1983年4月）
- PAO〜N ぼくらラジオ異星人（1983年5月〜1990年4月7日）
- ナイトスロープ3P→中島浩二アワー　THE3P（1990年4月10日〜1996年4月）
- ダブルバスターズ（1996年4月〜1997年3月）
- ゴリソン（1997年4月〜1999年9月）
- おタコプーアワー・おタコのクセに!（1999年10月〜2002年3月、ここから24時台のみに縮小）
- ミミトモ!（2002年4月〜2003年9月）
- JK SPANKY RADIO（2003年10月〜2005年3月）
- カプセルマガジン第2期（2005年4月〜2007年3月 24:05〜24:30、一部曜日は録音、24時台後半は30分録音番組に変更）
- ベロベロバー（2008年3月31日〜2010年10月1日　22:00〜23:55）
- ベロキュー（2010年10月4日〜2015年9月25日　24:05〜24:30）